# Unterellegg

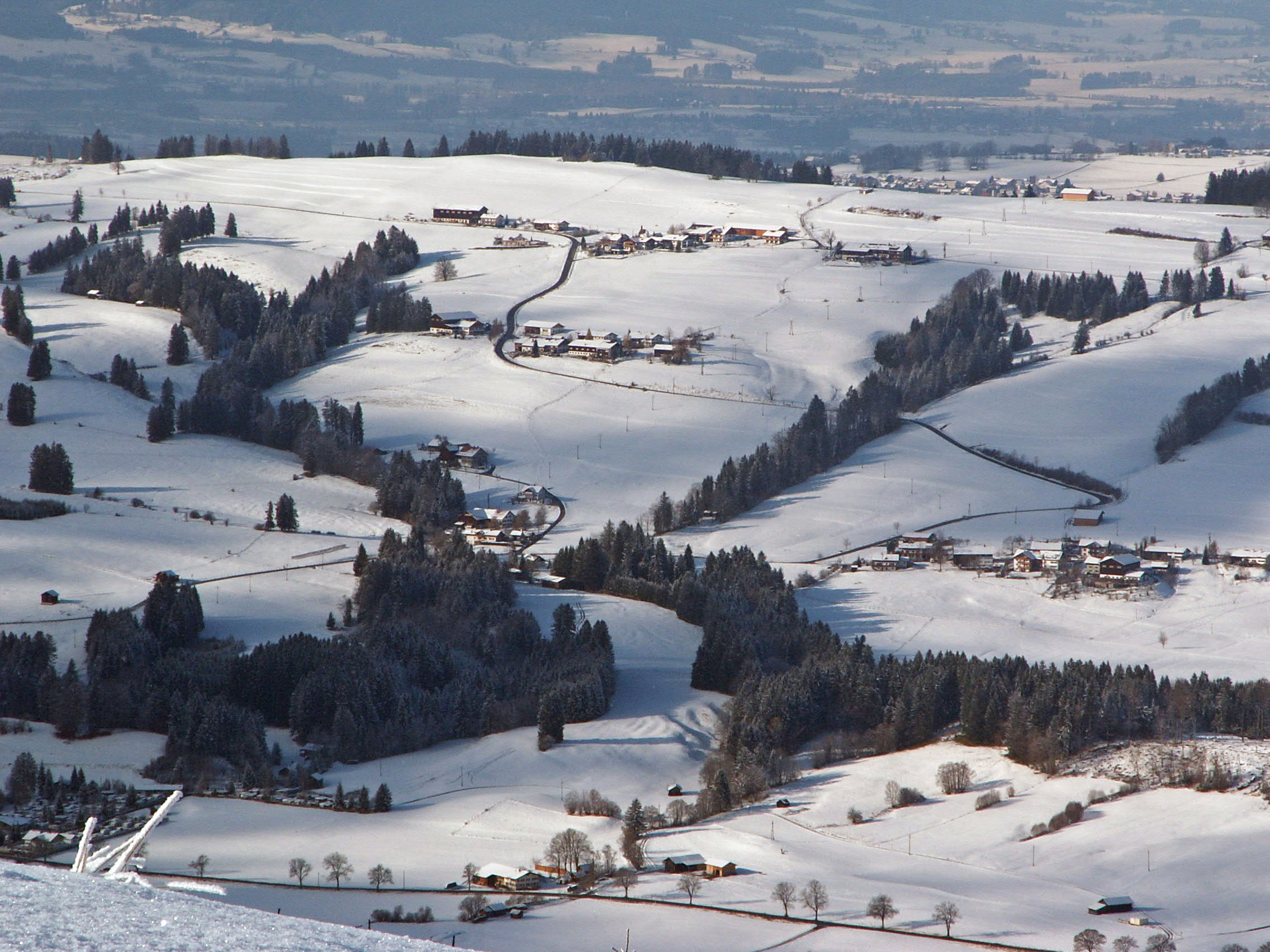
Blick auf Ober- und Unterellegg

Unterellegg ist ein Ortsteil der Marktgemeinde Wertach im schwäbischen Landkreis Oberallgäu.

## Geografie
Der Weiler Unterellegg liegt etwa zwei Kilometer nördlich von Wertach auf einem Höhenrücken.

## Sehenswürdigkeiten
Siehe: Liste der Baudenkmäler in Unterellegg